# Байконыс, Данабек
Данабек Байконыс (каз. Данабек Байқоныс, ??, пиньинь Danabieke Bayikewuzi; род. 7 апреля 1997, Дурбульджин, округ Чугучак, Синьцзян-Уйгурский автономный район, Китай) — китайский боксёр-любитель, этнический казах, выступающий в супертяжёлой весовой категории. Бронзовый призёр Азиатских игр (2022), многократный победитель и призёр международных и национальных турниров в любителях.

## Биография
Данабек Байконыс родился 7 апреля 1997 года в уезде Дурбульджин, округа Чугучак, в Или-Казахском автономном округе Синьцзян-Уйгурского автономного района КНР. По национальности — этнический казах.

## Любительская карьера

### 2019 год
В сентябре 2019 года, в Екатеринбурге (Россия) участвовал на чемпионате мира в весе свыше 92 кг, где он в 1/16 финала соревнований по очкам раздельным решением судей (1:4) проиграл опытному азербайджанцу Махаммаду Абдуллаеву.

### 2023 год
В мае 2023 года, в Ташкенте (Узбекистан) участвовал на чемпионате мира в весе свыше 92 кг. Где он в 1/16 финала соревнований по очкам единогласным решением судей (5:0) победил опытного армянина Давида Чалояна, затем в 1/8 финала по очкам раздельным решением судей (4:3) победил опытного египтянина Юсри Хафеза, но в четвертьфинале, побывав в нокдауне по ходу боя, по очкам единогласным решением судей (0:5) проиграл кубинцу Фернандо Арзолу, — который в итоге стал серебряным призёром чемпионата мира 2023 года.
В октябре 2023 года стал бронзовым призёром Азиатских игр в Ханчжоу (Китай), в весе свыше 92 кг. Где он в четвертьфинале досрочно техническим нокаутом во 2-м раунде победил монгольского боксёра Бекнура Хали, но затем в полуфинале досрочно нокаутом в 1-м же раунде проиграл опытному узбекскому боксёру Баходиру Жалолову, — который в итоге стал чемпионом Азиатских игр.

### 2024 год
В марте 2024 года, в городе Бусто-Арсицио (Италия) участвовал в 1-м мировом Олимпийском квалификационном турнире, где он дошёл до четвертьфинала в весе свыше 92 кг, в котором досрочно техническим нокаут во 2-м раунде проиграл норвежцу Омару Шиха, и не смог завоевать лицензию для участия в Парижской Олимпиаде-2024.